# 油研工業
油研工業株式会社（ゆけんこうぎょう、英文名称YUKEN KOGYO CO.,LTD.）は、 神奈川県綾瀬市に本社のある油圧機器専業メーカー。

## 主な製品
- 油圧ポンプ
- 油圧バルブ
- 油圧シリンダ
- 油圧ユニット
- 生ゴミ分別圧縮機、ペットボトル減容機、廃棄物用コンパクタ
- キリコ（自動切屑圧縮機）
- その他、各種油圧関連機器

## 沿革
- 1929年6月 - 結城工作所（個人商店）創立
- 1952年11月 - 有限会社油圧機器研究所に改称
- 1956年10月 - 油研工業株式会社に改称
- 1962年10月 - 東京証券取引所二部上場
- 1969年9月 - 大阪証券取引所二部上場
- 1970年8月 - 東証・大証一部上場
- 1976年6月 - 合弁会社、ユケンインディアをインドに設立（現連結子会社）
- 1978年3月 - ユケンコウギョウ （H.K.）CO.LTD.を香港に設立（現連結子会社）
- 1980年7月 - ユケン（U.K.）LTD.を英国に設立（現連結子会社）
- 1992年7月 - 合弁会社、楡次油研液壓有限公司を中国・山西省に設立
- 2003年5月 - 大証上場廃止
- 2006年3月 - 油研液圧工業（張家港）有限公司を設立（現連結子会社）
- 2007年2月 - 韓国油研工業株式会社を設立（現連結子会社）
- 2010年2月 - 油研(上海)商貿有限公司設立（現連結子会社）
- 2012年4月 - YUKEN SEA CO., LTD 設立（現連結子会社）
- 2013年4月 - 油研(仏山)商貿有限公司設立（現連結子会社）